# Manuel Silvestre de Edeta

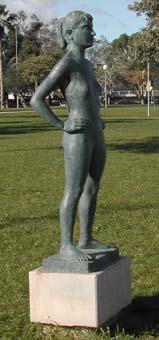
Muchacha en jarras. Bronce, 2001. Universidad Politécnica de Valencia, España.

Manuel Silvestre Montesinos, más conocido como Manuel Silvestre de Edeta fue un escultor español. Nació en Liria, Valencia el 31 de agosto de 1909 y murió en Valencia el 17 de julio de 2014 a los 104 años de edad.

## Vida
Del mismo modo que hicieran la mayoría de artistas del Renacimiento, la primera fase iniciática de Manuel Silvestre de Edeta fue en el taller, concretamente en el de mármoles artísticos que tenía un tío suyo. Allí, joven aún, entre duras piedras selectas, curtió sus manos y fortaleció su espíritu. Cuando el trabajo se lo permitía practicaba el dibujo en la Escuela del Gremio de Maestros Carpinteros. Años más tarde, llegada ya su mayoría de edad, empezaría sus estudios en la Real Academia de Bellas Artes de San Carlos, en Valencia. Por aquel entonces, y hasta el año 1978 que pasó a formar parte de la Universidad Politécnica como estudios superiores, la titulación que se obtenía era la de Profesor de Dibujo, con la que veinte años después, concretamente en 1956, comenzaría una labor docente que sería, en definitiva, la que iba a dejar una huella imborrable en aquellos discípulos que tuvieron la suerte de estar bajo su tutela.
Además de nombrarlo Hijo Adoptivo en 2009, el Ayuntamiento de Valencia concedió el Premio Senyera en el año 1963 a este creador, cuyos dibujos están cercanos al impresionismo francés y al primer cubismo. Su escultura, por otra parte, presenta muchas similitudes con al arte del Renacimiento, mientras que sus terracotas tienen influencias del arte griego. Silvestre de Edeta participó en la exposición colectiva 'Cien años de pintura y escultura 1909-2009', organizada por el Ayuntamiento en el Museo de la Ciudad de Valencia en el año 2009, aunque ya antes, en 2001, había protagonizado una exposición individual bajo el título 'Esculturas y relieves' en sala de exposiciones del Almudín. En octubre de 2008, a los 99 años de edad, expuso en el Atrio de los Bambús del Palacio de la Música una retrospectiva de su obra y su amplia trayectoria artística bajo el título "Materia escultórica". Su última muestra en una sala municipal fue en 2013, cuando la Asociación Arte en Red presentó 'La Dona: homenaje a Silvestre de Edeta', en las atarazanas del Grao.
Como la mayoría de los escultores, era un gran venerador del cuerpo femenino. Tenía especial predilección por la tersura, inocencia y virginidad de la mujer joven, por la figura de la madre y por las escenas cotidianas, con el campesino agricultor como protagonista. El escultor mantendría su actividad constante hasta prácticamente el día de su fallecimiento.

## Obra

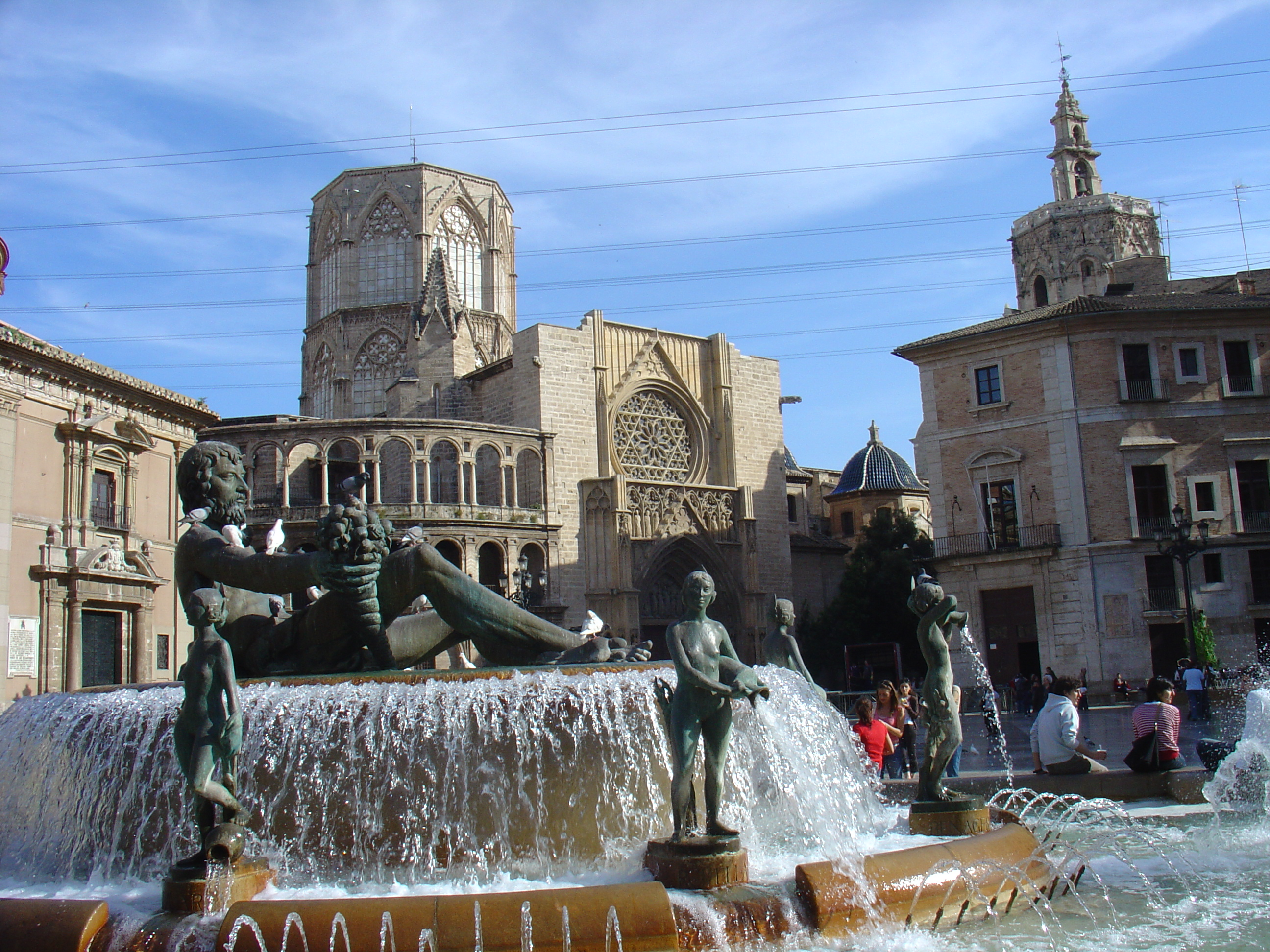
Plaza de la Virgen, con la Fuente del Turia en primer plano. Al fondo, en el centro, la Catedral, con la Puerta de los Apóstoles y el cimborrio. A la izquierda, un extremo de la Basílica de la Virgen de los Desamparados. En la esquina superior derecha, el Miguelete, campanario de la catedral.

Aparte de la fuente de la Plaza de la Virgen, fue autor de numerosas obras repartidas por la Comunidad Valenciana y el resto de España. Entre ellas destacan el grupo escultórico de la Plaza de Adrián en Barcelona, el busto de Cervantes del Colegio Nacional San Vicente Ferrer de Liria, el monumento a la marquesa de Llanera en el municipio de Chirivella y el monumento homenaje a la música situado en la Plaza Mayor de Liria.
- Datos: Q5406167